# Cantonul Doudeville
Cantonul Doudeville este un canton din arondismentul Rouen, departamentul Seine-Maritime, regiunea Haute-Normandie, Franța.

## Comune
| Comune                    | Populație (1999) | Cod poștal | Cod INSEE |
| ------------------------- | ---------------- | ---------- | --------- |
| Amfreville-les-Champs     | 99               | 76560      | 76006     |
| Bénesville                | 142              | 76560      | 76077     |
| Berville                  | 480              | 76560      | 76087     |
| Boudeville                | 182              | 76560      | 76129     |
| Bretteville-Saint-Laurent | 183              | 76560      | 76144     |
| Canville-les-Deux-Églises | 299              | 76560      | 76158     |
| Doudeville                | 2 526            | 76560      | 76219     |
| Étalleville               | 364              | 76560      | 76251     |
| Fultot                    | 179              | 76560      | 76293     |
| Gonzeville                | 111              | 76560      | 76309     |
| Harcanville               | 403              | 76560      | 76340     |
| Hautot-Saint-Sulpice      | 562              | 76190      | 76348     |
| Prétot-Vicquemare         | 134              | 76560      | 76510     |
| Reuville                  | 116              | 76560      | 76524     |
| Saint-Laurent-en-Caux     | 732              | 76560      | 76597     |
| Le Torp-Mesnil            | 233              | 76560      | 76699     |
| Yvecrique                 | 635              | 76560      | 76757     |